# Orchelimum minor
Orchelimum minor är en insektsart som beskrevs av Bruner, L. 1891. Orchelimum minor ingår i släktet Orchelimum och familjen vårtbitare. Inga underarter finns listade i Catalogue of Life.